# Marquesado de los Arenales
El marquesado de los Arenales es un título nobiliario español de carácter hereditario concedido por Fernando VII de España por real decreto del 30 de enero de 1832 y real despacho del 13 de enero de 1833 a Lucas de Zafra-Vázquez y Tallada, señor de Castril.
Su actual propietario desde 2016 es Francisco de Asís Maestre y de Soto, séptimo titular del título, por distribución de su padre el XII conde de Santa Cruz de los Manueles.

## Marqueses de los Arenales
|                           | Titular                                          | Periodo                   |
| Creación por Fernando VII | Creación por Fernando VII                        | Creación por Fernando VII |
| ------------------------- | ------------------------------------------------ | ------------------------- |
| I                         | Lucas de Zafra-Vázquez y Tallada                 | 1833-1847                 |
| II                        | María de las Mercedes de Heredia y Zafra-Vázquez | 1847-1906                 |
| III                       | Miguel Osorio y Martos                           | 1915-1942                 |
| IV                        | María del Carmen Osorio y Díez de Rivera         | 1942/1955-1987            |
| V                         | Francisco Maestre y Osorio                       | 1987-2016                 |
| VI                        | Francisco de Asís Maestre y de Soto              | 2016-hoy                  |

## Historia de los marqueses de los Arenales
- Lucas de Zafra-Vázquez y Tallada (m. 1847), I marqués de los Arenales.[3][2]

Casó con Ana María Pérez-Cid y Tiscar. Algunas fuentes afirman que le sucedió en el marquesado su hija Eusebia de Zafra-Vázquez y Pérez del Cid (Cazorla, 14 de agosto de 1812-Madrid, 26 de enero de 1840), que fue la segunda esposa de Antonio Fernández de Heredia y Begines de los Ríos (1789-1852), caballero de la Orden de Montesa y fiscal de la Orden de Carlos III, ministro del Tribunal Supremo, hijo de Narciso Fernández de Heredia y Spínola, I conde de Heredia-Spínola, y de María de las Mercedes Begines de los Ríos Bejarano. Otras fuentes, sin embargo, sostienen que al I marqués de los Arenales le sucedió  en 7 de octubre de 1847 su nieta, María de las Mercedes de Heredia y Zafra-Vázquez, debido a que su hija Eusebia falleció antes que su padre. Se siguen los ordinales de la Diputación de la Grandeza.
- María de las Mercedes de Heredia y Zafra-Vázquez (Granada, 7 de marzo de 1833-Madrid, 8 de octubre de 1906), II marquesa de los Arenales y señora de Castril.[2]

Casó en primeras nupcias el 8 de agosto de 1850, en Granada, con Joaquín Osorio y Silva-Bazán, señor de Menchaca, hijo de Nicolás Osorio y Zayas, V marqués de Cullera, V conde de las Torres de Alcorrín, V conde de Santa Cruz de los Manueles, XV duque de Alburquerque, etc., y de Inés Francisca de Silva Bazán. Contrajo un segundo matrimonio en 1869 con Carlos García de Tejada y Abaurrea, marqués de Morante. En 31 de diciembre de 1915, le sucedió su nieto, hijo de José Ramón Osorio y Heredia, conde de la Corzana, y de su segunda esposa, Narcisa de Martos y Arizcun.
- Miguel Osorio y Martos (Madrid, 31 de julio de 1886-29 de junio de 1942), III marqués de los Arenales,[2] VII marqués de Cullera,[9] XII marqués de Cadreita,[9] XVII duque de Alburquerque,[10] XVII conde de Ledesma, XVII conde de Huelma, XVIII marqués de Cuéllar, XIV conde de la Torre, y XVIII marqués de Alcañices, XIII conde de Grajal, X marqués de los Balbases, etc.[9][11]

Casó el 29 de junio de 1914 con Inés Díez de Rivera y de Figueroa, hija de Pedro Díez de Rivera y Muro, conde de Almodóvar, y de Francisca de Figueroa y Torres-Sotomayor. Le sucedió su hija en 20 de mayo de 1955:
- María del Carmen Osorio y Díez de Rivera (Algete, 22 de diciembre de 1916-Madrid, 26 de enero de 1987), IV marquesa de los Arenales[2][12][13]

Contrajo matrimonio el 16 de julio de 1945 con Francisco Maestre de Salinas. Le sucedió su hijo;
- Francisco Maestre y Osorio (n. 13 de agosto de 1947), V marqués de los Arenales,[2] XII conde de Santa Cruz de los Manueles (grande de España).[9]

Casó el 30 de enero de 1975, en Jerez de la Frontera, con María del Carmen de Soto y Martorell, XI condesa de Darnius. Le sucedió su hijo a quien cedió el título:
- Francisco de Asís Maestre y de Soto (n. el 22 de marzo de 1988),[9] VI marqués de los Arenales.[2][14]